# فيليسيتي هيل
فيليسيتي باربرا هيل (بالإنجليزية: Felicity Hill)‏ (12 ديسمبر 1915– 30 يناير 2019) عميد جوي، وضابطا في القوات الجوية الملكية البريطانية، تم ترقيتها إلي منصب مديرة سلاح الجو الملكي النسائي. توفيت في يناير 2019، عن عمر يناهز 103 سنة.

## مهنة عسكرية
في عام 1939، مع بداية الحرب العالمية الثانية، انضمت هيل إلي القوات النسائية المساعدة للسلاح الجوي الملكي. كانت هيل تنوي في البداية الإنضمام إلى القوات البحرية الملكية النسائية لكن استغرق ملفها وقتا طويلا للرد عليه مما جعلها تنضم مع زملائها إلى القوات الجوية. لم تكن بنية هيل الجسمانية في صالحها للتقديم في الخدمة العسكرية حيث تعتبر من الأشخاص قصيري القامة ولولا إضافة نصف بوصه من قبل الشخص المسئول عن عملية قياس الأطوال، كانت سترفض لعدم وصولها إلى الحد الأدنى من الطول المطلوب. علقت هيل على الحادثة فيما بعد قائلة:
«لولاه لما كنت قد إلتحقت أبدا بالعسكرية».
وكلت إلي هيل بعد تأهيلها مباشرة وحصولها على لقب سيدة طائرة مهمة إدارة المعدات في متاجر سلاح الجو الملكي النسائي من سراويل إلى مسدسات.
للمرة الثانية وقفت بنية هيل الجسمانية عائقا لها، حيث فشلت هذه المرة في أول اختبار كضابط طيار لأنها كانت صغيره للغاية.
مع حلول يونيو 1940، حضرت أول دورة تدريبية لضباط الصف التابع لسلاح الجو الملكي النسائي. تم ترقيتها بعد ذلك إلي درجة عريف. وعملت كمدرب جديد في معسكر تابع لسلاح الجو الملكي غرب درايتون قبل أن تنتقل إلى معسكر تدريب أخر في هاروغيت. لم تدم هيل في هاروغيت طويلا حيث انتقل المعسكر بسبب عمليات قصف لندن.
تجاوزت هيل اختبارات الضباط في المحاولة الثانية ونجحت في الالتحاق بمدرسة تدريب الضباط بوزارة الخارجية الأمريكية في بولسترود بارك، باكنغهام.
في عام 1940، عملت كمساعد طيار وهي رتبة تعادل ضابط طيار في وقتنا الحالي. في عام 1941، التحقت في سلاح الجو الملكي البريطاني في وايتون. شمل عملها مقابلة وامتحان المتقدمين إلى السلاح وكان نت بينهم سارة تشرشل ابنة رئيس الوزراء البريطاني آنذاك ونستون تشرشل.
التحقت هيل بمجلس إدارة قيادة سلاح الجو الملكي البريطاني في الفترة ما بين عام 1942 وعام 1943 إلى أن تم ترقيتها في 1 فبراير إلى رتبة ضابط طيران. ثم إلى ملازم أول طيران في عام 1943.

## الوفاة
توفيت في يناير 2019 عن عمر يناهز 103 عام.

## وصلات خارجية
- صورة السيدة فيليسيتي هيل- في معرض اللوحات القومية بلندن.
- طبقة النبلاء.
- الموقع الرسمي سلاح الجو الملكي.

| مناصب عسكرية                       | مناصب عسكرية                                | مناصب عسكرية      |
| ---------------------------------- | ------------------------------------------- | ----------------- |
| سبقه السيدة القائدة جان كونان دويل | قادة سلاح الجو الملكي النسائي 1966 إلى 1969 | تبعه فيلبا مارشال |